# Marc de Montaigu
Claude Marc de Montaigu (ou Montagu), baron de Boutavant, né vers 1600 dans le comté de Bourgogne et mort le 14 décembre 1681 à Gevingey, est un des chefs militaires comtois pendant la guerre de Dix ans. Il commande notamment la cavalerie comtoise à la bataille de Cornod où par son attitude ambiguë et controversée, il contribue à la défaite comtoise qui marque un tournant dans cette guerre. Il est également connu pour être le grand ennemi et rival du célèbre Lacuzon.

## Biographie

### Premières années et débuts militaires
Marc de Montaigu, naît vers 1600 dans une très ancienne famille noble jurassienne, de Clériadus de Montaigu d'Athoze et d'Antoinette Gauthiot de Boutavant. D'un naturel emporté et impulsif il provoque en duel et tue Louis-Nicolas de Balay de Châteaurouillaud en 1625. Il est alors obligé de s'exiler pendant 10 ans pour échapper aux conséquences de son acte. Pendant ces années il sert dans l'armée dans les Pays-Bas Espagnols ainsi qu'en Allemagne. Le 6 novembre 1635, il reçoit l'autorisation du Parlement de rentrer provisoirement dans son Comté de Bourgogne natal et reçoit également le grade de capitaine. Le gouverneur Ferdinand de Rye, lui permet d'obtenir sa grâce définitive. Cette année-là, on le voit en poste dans le secteur de Luxeuil. Il s'illustre pour la première fois en protégeant un convoi de vivres partant de Granges la Ville jusqu'à la ville de Luxeuil, en déjouant une embuscade française. L'année suivante il se fait remarquer par le commandant en chef des troupes comtoises Gérard de Watteville qui le promeut commandant en décembre 1636. En janvier 1637, il commande la cavalerie comtoise durant la victorieuse offensive en Bresse et se fait encore remarquer. Il participe au siège de Cuiseaux dont il est fait gouverneur à l'issue d'un siège victorieux. Peu après le départ de l'armée comtoise, il s’illustre à nouveau. Boutavant sort de Cuiseaux avec un détachement et s'empare du village de Sainte-Croix et du Château de Montjouvent.  Le 8 février, il rejoint l'armée de Watteville et contribue à nouveau à la victoire de Savigny ou il prend à revers les troupes françaises qui défendaient le village. À l'issue de cette campagne Boutavant est considéré comme un chef valeureux et respecté.

### La bataille de Cornod
Début mars l'armée comtoise est réorganisée. Les 900 cavaliers de l'armée comtoise sont regroupés puis divisés en deux groupes: Boutavant est nommé commandant de la cavalerie d'active, soit 600 cavaliers et la réserve de cavalerie est confiée au baron Louis de Saint-Germain. Le projet d'attaquer l'enclave française de Cornod ne fait pas l'unanimité dans les rangs comtois et Boutavant y est très hostile. Néanmoins il se joint à l'offensive et accepte le commandement de la cavalerie. 
Le 12 mars au soir, l'armée de Watteville arrive à Cornod. Ce dernier charge son fils, le comte de Bussolin, d'organiser la reconnaissance des environs et de disposer des troupes en avant de Cornod. Ce dernier transmet les ordres à Boutavant, le chef de la cavalerie, qui répond de façon insolente et ne les exécute que partiellement. En effet, les éclaireurs ne pousseront pas très loin l'exploration, car il n'y aura pas d’accrochage avec l'armée française, pourtant déjà très proche. Le lendemain matin, excédé par son attitude, Bussolin provoque Boutavant en duel à cheval. Leurs officiers subalternes sont obligés de les séparer pour éviter la mort de l'un d'eux. Boutavant, va conserver un comportement assez obscur sur l'ensemble de la bataille. Lorsque les français attaquent dans l'après midi, il ordonne de son propre chef, l'attaque générale de toute la cavalerie sans préparation et sans connaître vraiment les forces qui lui font face. Cette charge va se briser subitement contre les rangs français et désintégrer le corps de cavalerie qui bat en retraite dans le plus grand désordre. Entre les morts, les blessés et les déserteurs: le corps de cavalerie comtois est anéanti. Boutavant fuit également le champ de bataille et n'en reviendra pas. Il est aussitôt accusé d'entente avec l'ennemi et de trahison.

### L'ennemi de Lacuzon

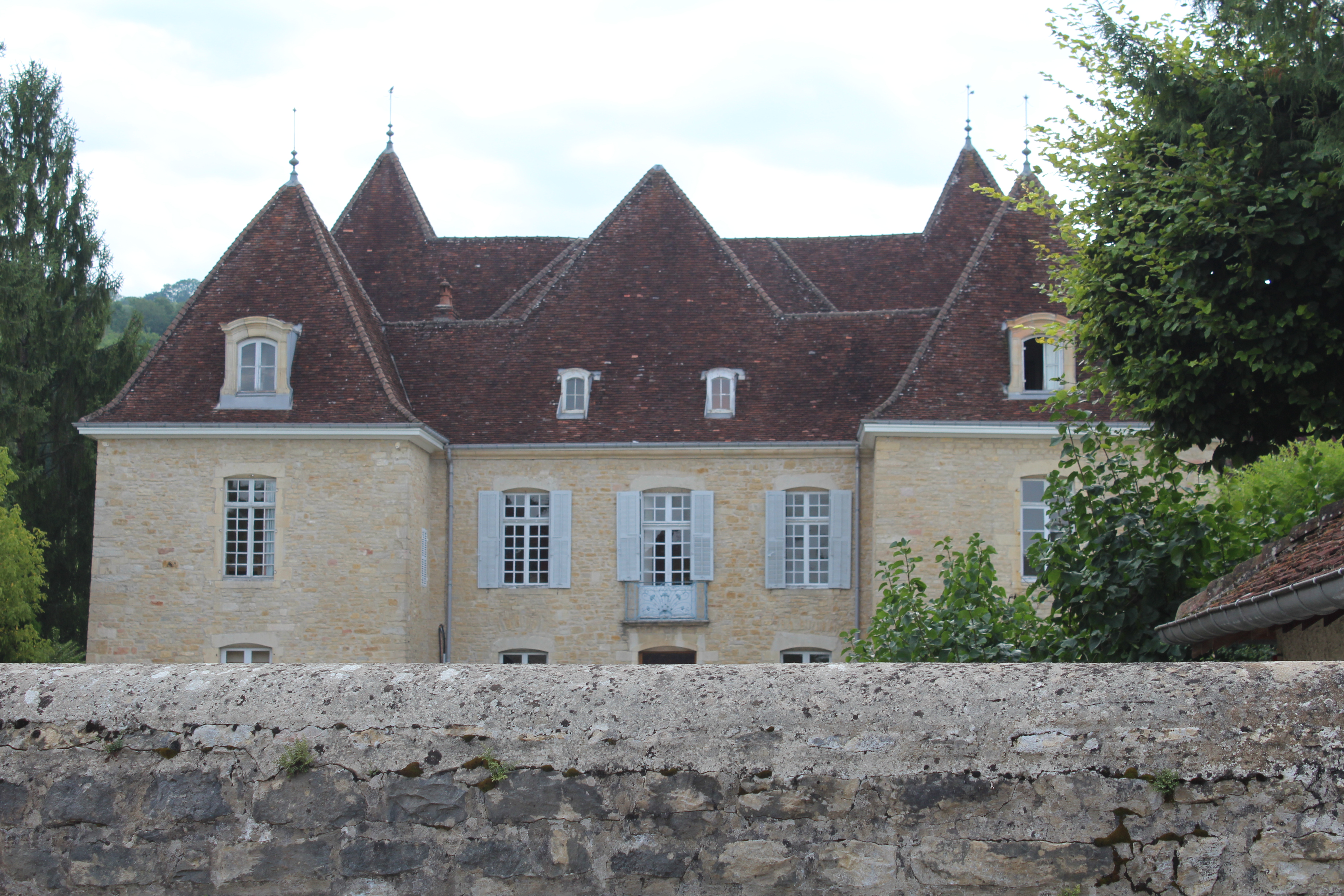
Château construit par Marc de Montaigu à Gevingey.

Après la bataille de Cornod on perd sa trace en tant que militaire. Ses nombreux soutiens dans la noblesse et au Parlement lui évitent d'être poursuivi pour les événements de Cornod. Il ne semble plus jouer aucun rôle militaire durant la guerre de Dix ans. Après celle-ci on retrouve sa trace dans la construction de plusieurs châteaux dans ses seigneuries comme a Gevingey, il semble connaitre une grande prospérité financière. En 1679 sa baronnie de Boutavant est érigée en marquisat par Louis XIV. Il est également parent de par sa femme, du gouverneur du Comté : Claude de Bauffremont de Scey.
Durant cette même période Il accumule aussi les ennemis. Après le comte de Bussolin, c'est au tour du baron d'Arnans en 1640, avec lequel il manque de se battre, puis de nombreux autres avec lesquels il rentre souvent en procès dans les années qui suivront,. Mais son ennemi le plus célèbre est Lacuzon à qui il intentera plusieurs procès vers 1659 qui connurent un fort retentissement à l'époque. Sans doute jaloux de son succès militaire et de sa popularité, il est l'origine de plusieurs chefs d'accusation contre ce dernier. Mais à cette occasion Montaigu est également soupçonné de corruption et de pressions sur les témoins. Pour sa part, Lacuzon sortira blanchi de toutes ces accusations. 
En 1668, Boutavant prend fait et cause pour la France lors de la première conquête de la Franche-Comté par la France. Il laisse les Français prendre Lons-le-Saunier dont il est gouverneur. il est à nouveau accusé de trahison. Il ne semble plus occuper de responsabilités dans la province après cet événement. 
En 1674 lors de l'ultime invasion française, il prête sur ses deniers personnels, une somme d'argent destiné à créer des logements pour la garnison française de Lons-le-Saunier. Il meurt le 14 décembre 1681 à Gevingey. La lignée des Montaigu-Boutavant s'éteint en 1755.